# Veigaia hubarti
Veigaia hubarti is een mijtensoort uit de familie van de Veigaiidae. De wetenschappelijke naam van de soort werd voor het eerst geldig gepubliceerd in 2011 door Mašán en Madej.

## Voorkomen
De soort is vastgesteld in België.